# Хорвати в Болівії
Болівійські хорвати (хорв. Hrvati u Boliviji, ісп. Croatas en Bolivia) — одна з основних європейських етнічних груп у цій південноамериканській країні, хоча їхня чисельність не така й велика, як у сусідніх державах.
За оцінками, у Болівії проживає 5000 хорватів (за даними МЗС Хорватії) або до 8000 осіб хорватського походження (враховуючи іммігрантів 3-го й 4-го поколінь).

## Історія

### За Австро-Угорщини
Хорватські переселенці присутні в Болівії з кінця XIX століття. Це були здебільшого економічні та політичні мігранти з півдня Хорватії, переважно з острова Брач. За переказами, перший був із Сутівана. Він прибув у Болівію через Чилі. Крім вихідців з острова Брач, були переселенці з Хвара та, в дещо меншій кількості, з узбережжя Рієки.
Хорватських емігрантів того часу вважали «австрійцями», оскільки Хорватія входила до Габсбурзької монархії. Більшість людей тоді покинули свої домівки у зв'язку з поганою економічною обстановкою, найнаочнішим прикладом чого була так звана «Винна клаузула» торговельної угоди 1891 року між Австро-Угорщиною та Італією, що виявилася особливо несприятливою для хорватського виноградарства. Винна клаузула дозволяла на дуже вигідних умовах імпорт дешевих італійських вин, і цим Австро-Угорщина збиралася купити італійську дружбу або військовий союз. Від цього рішення віденської влади сильно постраждало хорватське виноробство. Угода діяла багато років.
До 1914 року в Болівії проживало близько 1500 хорватів. Вони жили в Кочабамбі, Ла-Пасі, Оруро, Санта-Крус-де-ла-Сьєрра, Сукре та інших місцях (Уюні, Потосі).

### Під час і після Першої світової війни
Велика хвиля еміграції припала на 1915—1931 рік. Як і в інших куточках Південної Америки, вони швидко зріднилися з новим середовищем, прийнявши його надбання. Виникали численні шлюби з місцевим населенням.

### Після Другої світової війни
Після Другої світової війни сотні тисяч хорватів покинули свою батьківщину, боячись репресій та знищення демократії з боку нової югославської влади, а деякі через незгоду з комунізмом. Частина цих біженців опинилася в Болівії.
Дехто з них переїхав з інших причин, наприклад, домініканці з хорватської домініканської провінції, які прибули допомагати з пастирською роботою.

### За президентства Моралеса
У 2000-х роках через опозиційну позицію хорватсько-чорногорського промисловця-емігранта Бранка Маринковича Йовичевича (хорв. Branko Marinković Jovičević) з Санта-Крус-де-ла-Сьєрра щодо президента Болівії Ево Моралеса болівійська хорватська громада опинилася в ситуації, коли на неї навішували політичні ярлики і навіть проводилася запекла медійна кампанія, в результаті якої стала дуже небезпечною сама згадка слова «хорват». Цей промисловець був чільним діячем опозиції та руху за автономію чотирьох багатих східних провінцій. Медійні переслідування хорватів зайшли так далеко, що хорватів звинуватили в усташизмі, буцімто вони хочуть за допомогою США «за хорватським рецептом» розколоти Болівію, «як це зробили з Югославією». Затаврувавши всіх хорватів як усташів, стверджували, що статки родини опозиційного діяча Мариновича Йовичевича «беруть початок від майна, яке усташі відібрали у євреїв і сербів під час війни», хоча родина Маринковича була партизанською, тобто боролася на боці антифашистської коаліції. Землю Маринковича невдовзі конфіскували, а самого Маринковича змусили піти у вигнання. Через ЗМІ Моралеса хорватів несправедливо зображують причиною всіх негараздів, що трапляються в цій країні.
У цьому зв'язку можна згадати дії болівійської поліції у 2009 році, яка розгромила ймовірну терористичну групу, підозрювану у намірі вбивства президента Болівії Моралеса, у місті, де знаходиться штаб-квартира опозиційного автономістського руху. У поліційних звітах йшлося про «терористичну організацію, що складається з іноземних найманців», при цьому були посилання на «важливу роль хорватів у цій організації», а ЗМІ натякали на те, що саме Маринкович Йовичевич організував групу ймовірних терористів. Серед них були особи, нагороджені в Хорватії (Едуардо Роза Флорес Чіко) або (болівійські) хорвати (Марко Ф. Тадич).
Хорватська дипломатія мало що зробила для розв'язання проблеми ставлення режиму Моралеса до хорватів, деякі з яких є громадянами Хорватії та роками перебувають у болівійських в'язницях в очікуванні політичного суду. Серед відкритих прихильників політики Моралеса були Степан Месич, коли він обіймав посаду президента Хорватії, та радник Месича з питань зовнішньої політики Будимир Лончар, принаймні щодо відносин з великим бізнесом. Чітка позиція хорватської дипломатії за часів міністрів закордонних справ Гордана Яндроковича і Весни Пусич невідома.
Головною метою затяжної кампанії проти хорватів, розгорнутої комуністичним режимом Ево Моралеса, було показати іншим, що відбувається з людьми, які виступають проти його комуністичного правління. Щодня з Болівії надходили звістки, що болівійське державне телебачення не оминає увагою хорватів Болівії, говорячи в телевізійних репортажах «про боротьбу за викорінення усташів і фашизму». Про реакцію хорватської дипломатії на такі закиди відомостей немає.

## Економіка
Перші хорватські емігранти виконували важку фізичну роботу на будівництві транспортної, сільськогосподарської та лісівничої інфраструктури, а також у гірництві. Так вони здобули свій початковий капітал. Пізніше вони працювали самостійними підприємцями у цивільному будівництві, торгівлі та індустрії гостинності. Деякі з них стали економічно дуже сильними.

## Культура, освіта та медіа
Курси хорватської мови відбуваються лише з приватної ініціативи (болівійсько-хорватська школа сім'ї Франулич).
У Кочабамбі існує Хорватський дім. У Ла-Пасі діє «Хорватська громада Ла-Паса».